# Ted Benoit
Pour les articles homonymes, voir Benoit.
Thierry Benoit dit Ted Benoit, né le 25 juillet 1947 à Niort et mort le 30 septembre 2016 à Paris 12e, est un dessinateur et scénariste de bande dessinée français.

## Biographie
Après des études de cinéma à l'IDHEC, 24e promotion entrée en 1967, il devient assistant réalisateur pour la télévision, emploi qu'il abandonne ensuite pour le dessin.
Son premier album, Hôpital (aux Humanoïdes Associés), reçoit le prix du scénario au Festival d'Angoulême 1979.
Il collabore à plusieurs magazines en y publiant des dessins puis des bandes dessinées : Geranonymo (vers 1975), Métal hurlant (à partir de 1976), L'Écho des savanes (de 1976 à 1978), Libération et (À suivre) dès les débuts de ce magazine des éditions Casterman. En 1981, il dessine Vers la ligne claire, en hommage à Hergé et à Joost Swarte, où Ray Banana tient la vedette ; on retrouve d'ailleurs ce personnage plus tard dans Berceuse Électrique et dans Cité Lumière. Parallèlement, Benoit fait les illustrations d'un numéro hors série des Cahiers du cinéma (Dans les griffes de l'ombre rouge, d'après le film L'Ombre rouge de Jean-Louis Comolli dans lequel il tient le rôle d'un officier soviétique), ou le scénario de L'Homme de nulle part (dessins de Pierre Nedjar), les mémoires de la femme de ménage de Ray Banana, Thelma Ritter, personnage inspiré par la comédienne américaine Thelma Ritter. Au début des années 1990, il est choisi pour reprendre les aventures de Blake et Mortimer, dont il réalise deux albums. Il décide cependant en 2002 de ne pas poursuivre la série, jugeant que la réalisation de ses dessins lui demande trop de temps.
Ted Benoit a été l'un des principaux dessinateurs du style graphique de la ligne claire, revisitant le style institué par Hergé et Edgar P. Jacobs. Il a travaillé également comme illustrateur pour la presse et la publicité. Il est l'auteur de nombreux portfolios et affiches.
Il meurt le 30 septembre 2016 à Paris des suites d'un accident vasculaire cérébral.

## Œuvre

### Albums de bande dessinée
- 1979 : Hôpital, Les Humanoïdes Associés[6]
- 1981 : Vers la ligne claire, Les Humanoïdes Associés
- 1982 : Histoires vraies, scénario Yves Cheraqui, Les Humanoïdes Associés
- 1982 : Berceuse électrique, Ray Banana T.1, Casterman
- 1986 : Cité Lumière, Ray Banana T.2, Casterman
- 1987 : Bingo Bongo et son combo congolais, Les Humanoïdes Associés
- 1989 : L'Homme de nulle part, Les mémoires de Thelma Ritter T.1, dessin Pierre Nedjar, scénario Ted Benoit, Casterman
- 1996 : L'Affaire Francis Blake, Blake et Mortimer T.13, scénario Jean Van Hamme, Blake et Mortimer
- 2001 : L'Étrange Rendez-vous, Blake et Mortimer T.15, scénario Jean Van Hamme, Blake et Mortimer
- 2004 : Playback, dessin François Ayroles, adaptation par Ted Benoit d'un scénario de Raymond Chandler, Denoël
- 2013 : Camera Obscura - Vers la ligne claire et retour, Champaka. Recueil d'histoires en bande dessinée et autres récits.
- 2014 : La Philosophie dans la Piscine, Ray Banana T.3, La Boîte à bulles.
- 2017 : L'Affaire Francis Blake, Blake et Mortimer T.13, scénario Jean Van Hamme, Blake et Mortimer. Réédition bibliophile numérotée à 7000 ex sous jaquette, augmentée de crayonnés de Ted Benoit, accompagnée d'une sérigraphie de la couverture de 1996 mise en couleurs par Laurent Durieux

### Livres illustrés et recueils de dessins
- 1981 : Dans les griffes de l'ombre rouge, textes de Jean-Louis Comolli d'après le film homonyme, éd. Les Cahiers du Cinéma
- 1985 : La Peau du léopard, textes de Madeleine de Mille, éditions Albin Michel
- 1986 : C'était dans le journal, éd. Crapule
- 1994 : L'Homme qui ne transpirait pas, Une journée dans la vie de Ray Banana, éd. Reporter
- 2001 : L'Œuf du mystère, éd. Le 9e Monde
- 2006 : Un nouveau monde, recueil de dessins, textes de Jean-Luc Cambier et Éric Verhoest, éditions Dargaud
- 2011 : 60 Ray Banana (en ligne pas si claire), éd. Alain Beaulet

### Portfolios
- 1986 : Automobiles, livre-portfolio détachable, éd. Casterman
- 1987 : Passage vers l'oubli/Doorway to oblivion, éd. Ludovic Trihan
- 1990 : Home of the Brave/New-York Miami, éd. Bardani
- 1996 : L'Affaire Blake, éd. Champaka
- 2001 : Cars, éd. Champaka
- 2001 : L'Étrange Rendez-vous, éd. Champaka
- 2001 : Portraits, éd. Ziggourat
- 2001 : Fall Guy, (portfolio en sérigraphie ; 444 ex. numérotés & signés par l'artiste), éd. Le 9e Monde

### Participations à des ouvrages collectifs
- 1987 : Je me souviens du cinéma, ouvrage de Gérard Lenne illustré par plusieurs dessinateurs, éd. du Griot
- 1987 : Les Magiciens d'eau, collectif au profit de la Fondation Balavoine, 2 planches de bande dessinée, éditions Bandes Originales
- 1991 : Fétiches, 1 planche, éditions Variations-Groupe Graphique.
- 2004 : Chansons pour les yeux, ouvrage sur Jean-Jacques Goldman, 4 planches, éd. Delcourt
- 2005 : Monsieur Mouche tome II, collectif sur des textes de Jean-Luc Coudray, 1 illustration, éditions Zanpano
- 2005 : Les Beaux Dessins, ouvrage sur Francis Cabrel, 4 planches, éd. Delcourt
- 2007 : Bloody Birthday, ouvrage collectif pour le 10e anniversaire du salon du polar de la ville de Montigny-lès-Cormeilles, éd. La Branche
- 2009 : Les Films du Crayon, ouvrage collectif, une affiche, éd. Alain Beaulet
- 2009 : La Frite sauvage, ouvrage collectif, éd. Alain Beaulet
- 2010 : Les Nus du Crayon, livre collectif recueil de dessins des membres de l'association Le Crayon, (BDArtist(e))
- 2011 : Rock'n'roll antédiluvien, livre collectif recueil de dessins pour l'exposition du même nom au Festival d'Angoulême 2011, éd. BDMusic

### Tirages de tête
- 1982 : Berceuse électrique, 1000 exemplaires signés numérotés, sur papier Globe Impérial, couverture cartonnée et toilée bleue avec une étiquette sérigraphiée collée sur la première de couverture, éd. Casterman
- 1985 : La Peau du léopard, 450 exemplaires + 50 HC, numérotés et signés, avec une sérigraphie et jaquette, éditions Albin Michel
- 1985 : La Peau du léopard, 250 exemplaires + 50 HC, numérotés et signés, avec une sérigraphie et couverture en fausse fourrure de léopard, éditions GGEF
- 1996 : L'Affaire Francis Blake, 599 exemplaires + 30 HC, avec sérigraphie couleur, signé, éd. Blake et Mortimer
- 2001 : L'Étrange Rendez-vous, 999 exemplaires + 50 HC + 1 ex libris + 14 pages de croquis + Cahier supplémentaire, numéroté et signé, éd. Dargaud Benelux

### Sérigraphies
- 1982 : Ray Banana, 68 × 50 cm, numérotés et signés, Galerie Totem
- 1983 : Une sortie mouvementée, Image d’Épinal, mise en couleur au pochoir à la main, Imagerie Pellerin
- 1983 : Portrait d'Yves Chaland, numérotés et signés, Éditions Magic Strip
- 1989 : Designing the Tucker Torpedo, 70 × 50 cm, 500 exemplaires numérotés et signés, Éditions Champaka
- 1991 : Le Défilé Arumbaya, 70 × 50 cm, 350 exemplaires numérotés et signés, Éditions Champaka
- 1993 : Le Maillot rouge, 128 × 95 cm, 125 exemplaires numérotés et signés, Éditions Champaka
- 1993 : Les 4 Chaises, 128 × 95 cm, 125 exemplaires numérotés et signés, Éditions Champaka
- 1996 : L'Affaire Francis Blake, 75 × 55 cm, 199 exemplaires numérotés et signés, Éditions Champaka
- 1997 : Aux Portes de l'Aventure, 77 × 63 cm, 199 exemplaires numérotés et signés, Éditions Champaka
- 1998 : Les Hommes en noir, 80 × 60 cm, 175 exemplaires numérotés et signés, Éditions Champaka
- 2001 : L'Étrange Rendez-Vous, 80 × 60 cm, 199 exemplaires numérotés et signés, Éditions Champaka
- 2003 : Paris - Villa Arpel, 75 × 55 cm, 150 exemplaires numérotés et signés, Éditions Champaka
- 2008 : Atomium: 21st Century Atomic Girls, 80 × 60 cm, 199 exemplaires numérotés et signés, Éditions Champaka
- 2011 : Blake et Mortimer by Ted Benoit, 70 × 50 cm, 89 exemplaires numérotés et signés, Éditions Gomb-R

## Prix
- 1979 : Prix du meilleur dessinateur au festival d'Angoulême pour Hôpital
- 1997 : Alph'Art du public au festival d'Angoulême pour Blake et Mortimer, t. 13 : L'Affaire Francis Blake avec Jean Van Hamme[7]

### Vidéographie
- 1984 : Ted Benoit, aventures au XXe siècle - TF1 (magazine Dominos), 13 min, réalisation Daniel Edinger